# Тондучхон (станция метро)
«Тондучхон» (кор. 동두천역) — станция железнодорожный линии Кёнвонсон, конечная наземная (открытая) станция линии 1 электрифицированного железнодорожного транспорта столичного региона (локального и экспресс сообщения); это одна из пяти станций на территории Тондучхона (все на одной линии). Она представлена двумя боковыми платформами. Станция обслуживается корпорацией железных дорог Кореи (Korail). Расположена в квартале Тондучхон-дон (адресː 245-210 Dongducheon-dong, 2687 Pyeonghwaro) в городе Тондучхон (провинция Кёнгидо, Республика Корея). На станции установлены платформенные раздвижные двери.
Станция также обслуживается ж/д линией Кёнвон (Сеул—Вонсан).
Пассажиропоток — на 1 линии 5 401 чел/день (на 2012 год).
Станция для пригородного сообщения была открыта 25 июля 1912 года. Первая линия Сеульского метрополитена была продлена на 23,2 км до города Тондучхон — участок Канын—Соёсан, и было открыто 9 станций (Soyosan, Dongducheon, Bosan, Dongducheonjungang, Jihaeng, Deokjeong, Deokgye, Yangju, Nogyang), 15 декабря 2006 года.